# サブマージアーク溶接

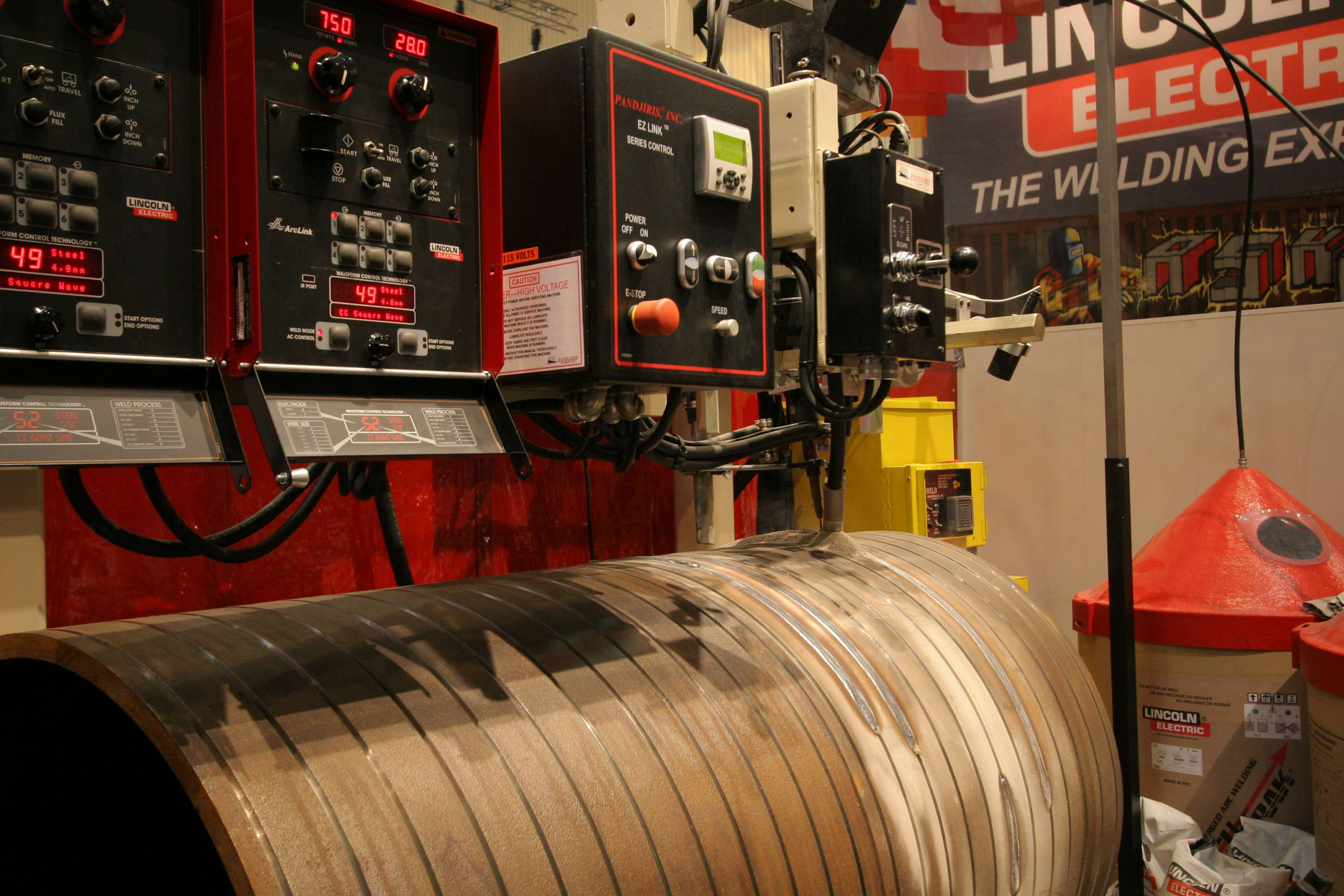
サブマージアーク溶接による溶接ビード。円筒の周を溶接するために、母材を横倒しにした後回転させている。

サブマージアーク溶接（サブマージアークようせつ、英語: submerged arc welding、略称：SAW）とは、アーク溶接の一種で、粒状のフラックス（融剤）と溶接ワイヤを使用する溶接である。具体的には、溶接部に沿ってフラックスを供給(弁を開くと自重で出てくる)し、その中にワイヤを供給して溶接を行う。自動溶接法としては最も代表的なものである。

## 他の溶接法と比較した特徴
- 能率・溶接部の品質がよい。また、溶け込みが深いが、スパッタの飛散は少ない。
- 機械が比較的大きくなる。
- 溶接姿勢は下向で使用されることが多いが、下記の理由により使用されることが多い(横向きは器具によっては可能な場合もあるが、上向き、立て向きの溶接は不可能である)。
  - 溶接は下向きで行った場合に最もよい結果を得られる
  - 工作物があまり大きくない場合には、回転台やポジショナ、治具を使用して溶接部が上に来るようにすれば解決できることが多い。
- 溶接部はフラックスで覆われるため、溶接部を目視することはできない。

## 装置の解説

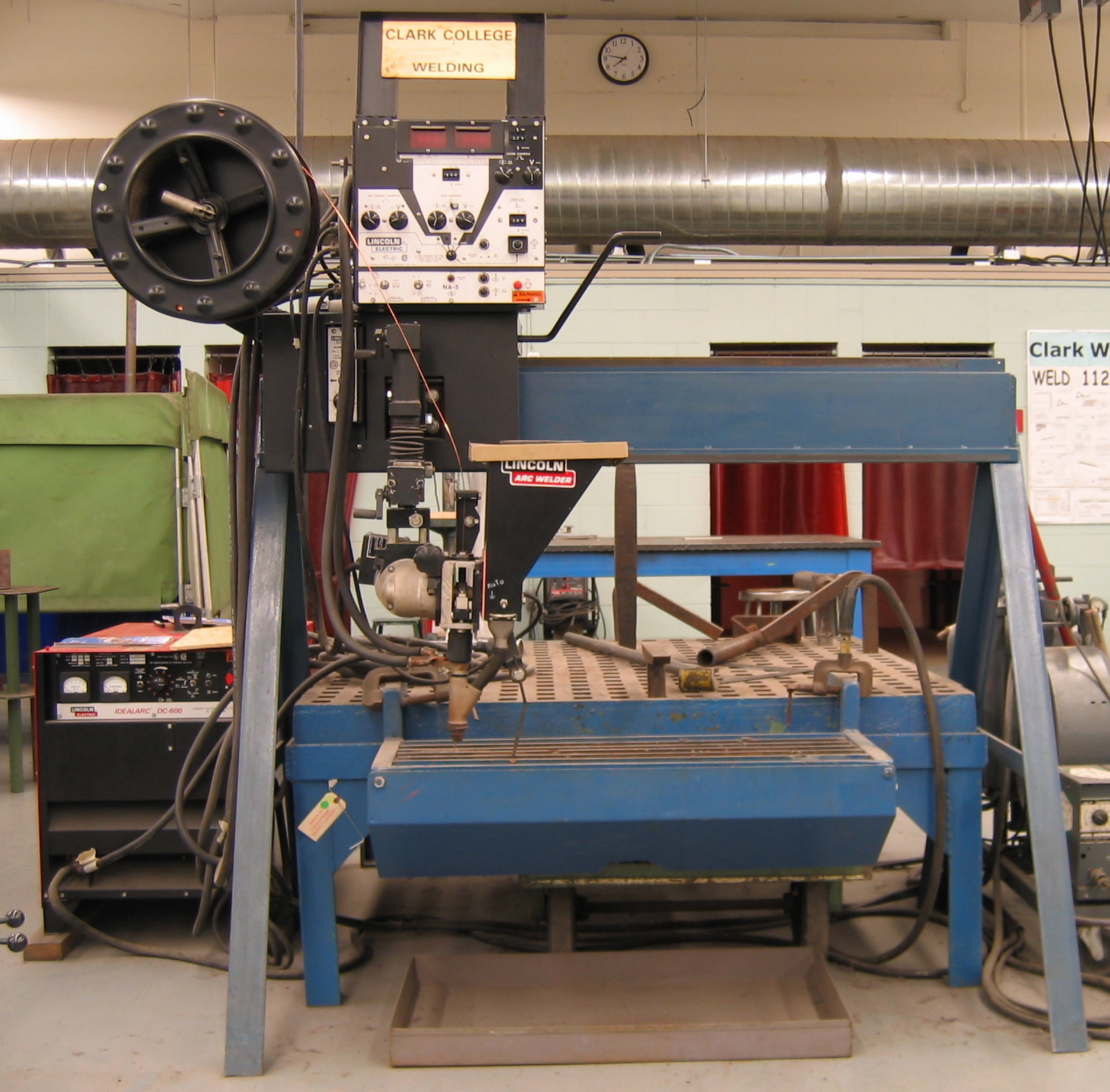
サブマージアーク溶接機の外観

- 左上から、ワイヤを巻いたリール、電流・電圧・溶接の進行速度などを制御する制御器がある(溶接の進行速度は、後述する送り装置で制御する場合もある)。
- その下には、黒く塗られた送り装置と、紺色で塗られた、送り用のレールがある。
- さらにその下には、ワイヤ送給電動機と、フラックス供給ホッパがあり、そこから伸びている管を通して、ワイヤとフラックスをノズルを経由して、溶接部に供給する。
- 一番下には、フラックス回収用の箱があり、そこでスラグと、まだ凝固していない(=再使用可能な)フラックスを分別し、再使用可能なフラックスが床に置かれたトレイの上に出てくる。

## 作業手順の一例
1. 溶接用ワイヤとフラックスを取り付ける。すでに取り付けてある場合には、それが作業指示と照らし合わせて適切なものか確認し、不適切なら取り替える。
2. 母材をノズルの下に置き、ノズルと母材の間隔を調節する(20mm程度が適当だと思われる)。
3. 溶接機の電流、電圧、進行速度を大まかに設定する。
  1. 進行速度はアークを発生していないときでも正確に表示されるが、多くの場合、電流・電圧は実際にアークを出さないと正確な値が得られない
4. インチング(ワイヤを少し出す)し、溶接部に正確に合わせる。ここで正確に合わせないと、ビードの位置がズレる。
5. 送り装置を溶接開始位置に移動する。
6. フラックスを出し、溶接を開始する。
  1. 先ほど設定した電流、電圧と制御器の電流計・電圧計の実測値が正しいか確認し、実測値と指示された溶接条件と違う場合には修正する。
  2. 前述のとおり、溶接部を見ることはできないので、音で判断する必要がある(場合によっては事後、非破壊試験や破壊試験を行う)。
7. 溶接の終点の少し手前で、フラックス供給ホッパを止める(残りの溶接はフラックス供給管、ノズル内に残留したフラックスで行う)。
8. 溶接を止める。
9. フラックス・スラグを箒などを利用して除去する。